# 吉爾曼試劑

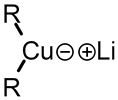
吉爾曼試劑的通式

吉爾曼試劑（英語：Gilman reagent）指的是一類含鋰和銅（有機銅化合物）的化合物，其通式為 R2CuLi，其中R是烃基，所以稱為二烃基銅鋰。吉爾曼試劑在有機合成和有機金屬化學中有重要用途，它可以用來跟有機氯化物、碘化物等等的有機鹵化物反應。吉爾曼試劑的發現者是美國化學家亨利·吉爾曼。

## 製備
製備吉爾曼試劑的反應式如下：
R-X + 2Li → R-Li + Li-X
2RLi + CuI → R2CuLi + LiI
有机锂试剂与卤化亚铜的反应过程为先生成有机铜化合物，再与过量的RLi反应：:299
RLi + CuX → RCu + LiX
RCu + RLi → R2CuLi
常用的吉爾曼試劑二甲基銅鋰(CH3)2CuLi的製備則是在−78 °C下將碘化亞銅加入甲基鋰的四氫呋喃溶液中。

## 原理
科里-豪斯合成就是使用吉爾曼試劑的一個例子，其反應過程是吉爾曼試劑與有機鹵化物反應,過程是R基取代有機鹵化物的鹵素基團，因此此反應非常適用於由兩個小分子合成一個較大的分子。

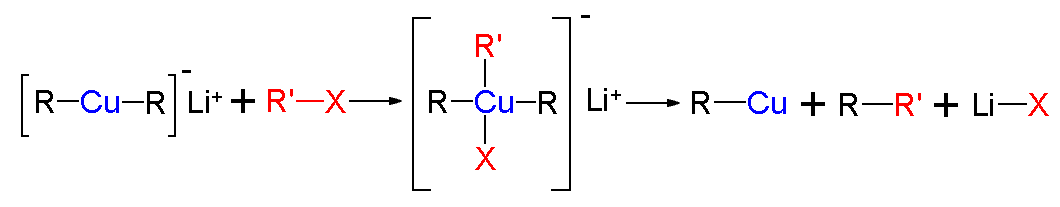
吉爾曼試劑與有機鹵化物的化學反應方程式

下面的反應圖顯示利用吉爾曼試劑與分子中的炔進行親核共軛加成反應，形成環狀的不饱和酮分子。

## 結構
吉爾曼試劑不管是固體或是溶液中都有著很複雜的結構。二甲基銅鋰在二甲醚或乙醚中呈現二聚體，它的結構是一個八圆環，由兩個鋰原子將兩個甲基連在一起。二甲基銅鋰二聚體的結構與固態的二苯基銅鋰形成的二聚醚（[{Li(OEt2)}(CuPh2)]2）結構很相似，二苯基銅鋰亦是由兩個鋰原子連接兩個單體，如下圖。
在四氢呋喃中，纯的二甲基銅鋰与(CH3)3Cu2Li，CH3Cu，CH3Li等物种达成平衡。如果溶液中有碘离子存在，平衡就会向着甲基鋰的方向移动。
如果利用冠醚類的12-冠-4（一種鋰離子載體）與吉爾曼試劑中的Li+離子行錯合反應的話，剩下的二烴基銅陰離子中的銅原子部分將會是線性結構。

## 反应
吉尔曼试剂可以与卤代烃发生科里-豪斯反应，生成烃类：:299－300
RX + R'2CuLi → R-R' + R'Cu + LiX
PhI + (CH3)2CuLi → PhCH3 + CH3Cu + LiI
α,β－不饱和醛、酮只能与吉尔曼试剂发生1,4－共轭加成而不能发生1,2－亲核加成反应，这是因为吉尔曼试剂的位阻较大:525－526。

## 外部連結
- National Pollutant Inventory - Copper and compounds fact sheet（英文）